# Gustave Worms
Pour les articles homonymes, voir Worms.
Gustave Worms, né le 26 novembre 1836 à Paris et mort le 19 novembre 1910 à Paris 16e,, est un acteur français, sociétaire de la Comédie-Française.

## Biographie

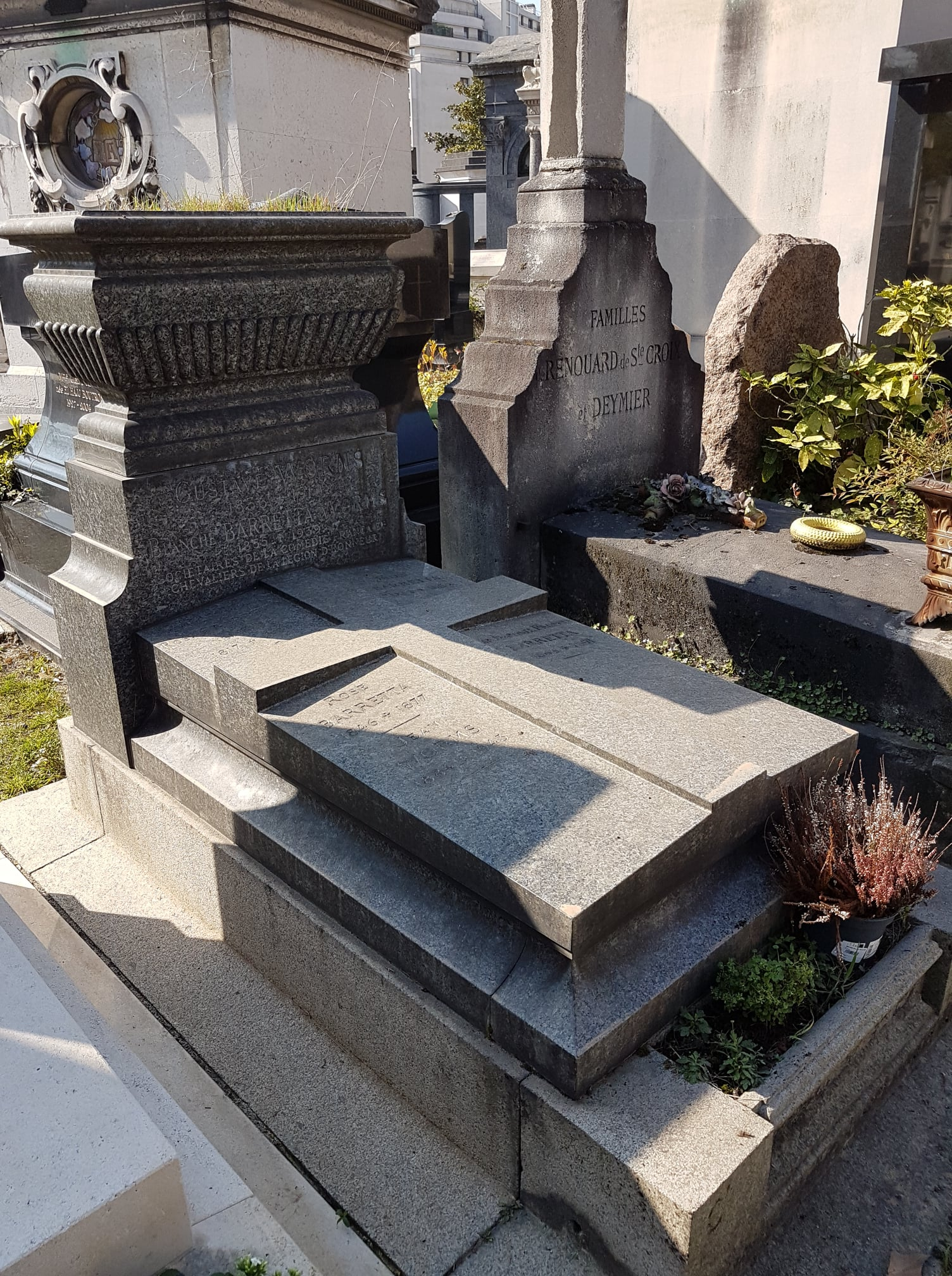
Sépulture au cimetière de Passy.

La première profession de Worms est celle de typographe. Élève de Pierre-François Beauvallet au Conservatoire de Paris il obtient un premier accessit de tragédie en 1857. Il est engagé à la Comédie française et débute (1858) dans le rôle de Valère dans Tartuffe. Il joue ensuite régulièrement mais démissionne de la Comédie française en 1864, sa nomination comme sociétaire ayant été refusée par le ministère. Il part, pour dix ans, au Théâtre Michel de Saint-Pétersbourg.
En 1874 il revient au Gymnase de Paris dans la Dame aux camélias. Il retourne à la Comédie Française en 1877, dont il devient sociétaire en 1878. Il devient professeur au conservatoire.
Les acteurs Marguerite Moreno, Édouard de Max et Lugné-Poe ont été ses élèves au Conservatoire.
Gustave Worms épouse Blanche Barretta en 1883 et ont comme enfant Jean Worms. Il est nommé chevalier de la Légion d'honneur le 1er janvier 1890.
Mort en 1910, il est inhumé au cimetière de Passy (8e division).

## Théâtre

### Carrière à la Comédie-Française
Entrée  en 1858
Nommé 303e sociétaire en 1878
Départ en 1900
- 1858 : Tartuffe de Molière : Valère puis Damis
- 1859 : Athalie de Jean Racine : Asarias
- 1859 : Le Mariage de Figaro de Beaumarchais : Grippesoleil
- 1859 : Iphigénie de Jean Racine : Eurybate
- 1860 : Britannicus de Jean Racine : Britannicus
- 1860 : Les Plaideurs de Jean Racine : Léandre
- 1861 : Nicomède de Pierre Corneille : Attale
- 1861 : Le Misanthrope de Molière : Clitandre
- 1862 : Mithridate de Jean Racine : Xipharès
- 1863 : Le Misanthrope de Molière : Acaste
- 1863 : Jean Baudry d'Auguste Vacquerie : Olivier
- 1864 : Moi d'Eugène Labiche et Édouard Martin : Georges Fromental
- 1877 : Hernani de Victor Hugo : Don Carlos
- 1879 : Ruy Blas de Victor Hugo : Don Carlos
- 1880 : L'Impromptu de Versailles de Molière : Brecourt
- 1881 : La Princesse de Bagdad d'Alexandre Dumas : Nourvady
- 1882 : Les Rantzau d'Émile Erckmann et Alexandre Chatrian : Georges
- 1884 : La Duchesse Martin de Henri Meilhac : Jacques
- 1884 : Smilis de Jean Aicard : Georges Richard
- 1886 : Le Misanthrope de Molière : Alceste
- 1887 : La Souris d'Édouard Pailleron : Max
- 1888 : Le Flibustier de Jean Richepin : Jacquemin
- 1892 : Jean Darlot de Louis Legendre : Jean Darlot
- 1892 : Froufrou de Henri Meilhac et Ludovic Halévy : Henry de Sartorys
- 1892 : Henri III et sa cour d'Alexandre Dumas : Henri III
- 1893 : La Reine Juana d'Alexandre Parodi : Charles-Quint
- 1894 : Cabotins ! d'Édouard Pailleron : Pierre Cardevent

### Hors Comédie française
- 1876 : La Comtesse Romani de Gustave Fould, théâtre du Gymnase : Comte Romani
- 1894 : Le Flibustier, comédie lyrique de Jean Richepin, musique de César Cui, théâtre de l'Opéra Comique : Jacquemin